# Gabriele Schor
Gabriele Schor, née le 17 avril 1961 à Vienne est une écrivaine, critique d'art, commissaire d'exposition autrichienne. Elle est spécialiste des avant-gardes féministes des années 70.

## Biographie
Gabriele Schor étudie la philosophie à Vienne et l'histoire de l'art à San Diego. Le sujet de son doctorat porte sur le sculpteur Alberto Giacometti. Elle travaille pour la Tate Gallery  de Londres. En 1996, elle est commissaire d'exposition pour l'exposition sur Barnett Newman à la Staatsgalerie Stuttgart et l'Albertina à Vienne. Elle travaille également comme correspondante et critique d'art pour la Neue Zürcher Zeitung à Vienne pendant sept ans. Elle est également professeure d'art moderne et histoire de l'art dans les universités de Graz , Salzbourg et Vienne. En 2004, Gabriele Schor fonde et dirige la collection Verbund à Vienne, en se centrant sur l'avant-garde féministe des années 1970.
Gabriele Schor introduit l'expression et la thématique avant-garde féministe dans l'histoire de l'art pour souligner les réalisations des artistes pionnières des années soixante-dix. Elle publie de nombreuses monographies sur des artistes féministes. En janvier 2012, elle publie un catalogue raisonné sur les premiers travaux de Cindy Sherman.

## L'Avant-garde féministe
Gabriele Schor montre l'importance de l'avant-garde féministe des années 1970 dans l'histoire de l'art. Les artistes femmes revendiquent leurs positions d'artistes et leur reconnaissance par le monde de l'art. Elles revendiquent également leur position et reconnaissance dans la société. Elles prônent  l'autodétermination et la réappropriation de l'image des femmes dans un monde artistique dominé par des hommes. Elles sont l'expression et le reflet d'un mouvement qui remet en cause les modèles de rôles féminins et les assignations sociales des femmes dans la société. Elles s'emparent de nouveaux médias comme la photographie, le cinéma expérimental, l'art-vidéo, la performance et l'action, le collage et les installations. Elles se réunissent pour des actions performatives et elles travaillent ensemble pour organiser leurs propres expositions. Les artistes de l'avant-garde féministe questionnent et remettent en cause l'image et le rôle traditionnel de la femme. Elles remettent en question l'art et la société, la vision de la femme. Elles proposent de nouvelles images auxquelles les femmes peuvent s'identifier. Elles marquent une rupture dans l'histoire de l'art. Les thèmes abordés sont les rôles des femmes comme mère, maîtresse de maison, épouse, la sexualité féminine et l'appropriation du corps, les violences contre les femmes. Elles s'emparent également des questions politiques comme la guerre du Vietnam. 
L'exposition à Barcelone dans le Centre de Culture Contemporaine en 2019 fait le lien entre les préoccupations de l'avant-garde féministe des années 1970 et le mouvement actuel avec des artistes catalanes ou basques comme Eugènia Balcells, Eulàlia Grau, Esther Ferrer, Fina Miralles Nobell, Marisa González ou encore Àngels Ribé,.

## Expositions internationales
- Héros je joins avec l'eau. SAMMLUNG VERBUND, Vienne, MAK Museum of Applied Arts, Vienne, 2007
- L'avant-garde féministe des années 1970 
  - Galerie Nationale d'Art Moderne, Rome, 2010
  - Cercle de Beaux-Arts, Madrid, 2013[6]
  - centre BOZAR, Bruxelles, 2014[7]
  - Mjellby Konstmuseum, Halmstadgruppens Museum, Suède , 2014
  - Hamburger Kunsthalle, Hambourg , 2015[8]
  - The Photographer's Gallery, Londres, 2016-2017[9]
  - Centre d'Art et Technologie de Milieux (ZKM), Karlsruhe, 2017-18[10]
  - La Maison des Arts de Brno, Brno (2018/2019)[11]
  - Centre de Culture Contemporaine de Barcelone CCCB, 2019[4]
- Birgit Jürgenssen - Première rétrospective, SAMMLUNG VERBUND, Vienne, 2010
- Cindy Sherman. Les premiers travaux 1975-1977 , Centre de la photographie Genève, 2012
- Francesca Woodman / Birgit Jürgenssen. Œuvres de SAMMLUNG VERBUND, Art Merano, Italie, 2015[12]

## Expositions nationales
- Double Face, Œuvres de SAMMLUNG VERBUND, Vienne, 2008
- Immeubles, œuvres de SAMMLUNG VERBUND, Vienne, 2010
- Prêt Nguyen - Principe Zartgefühl, œuvres de SAMMLUNG VERBUND, Vienne, 2011
- Espaces ouverts | lieux secrets Œuvres de SAMMLUNG VERBUND, Vienne, 2013
- Fon monde privé , Œuvres de SAMMLUNG VERBUND, Vienne, 2014
- Renate Bertlmann. Maître Ergo Sum. Œuvres de SAMMLUNG VERBUND, Vienne,  2016
- Louise Lawler , ELLE EST ICI. Œuvres du SAMMLUNG VERBUND, Vienne, 2018-19

## Ouvrages
- Avec Ulrike Gauss : Barnett Newman - Die Druckgraphik 1961-1969 . Hatje Cantz, Ostfildern 1996,  (ISBN 3-7757-0605-4)
- Héros je joins avec l'eau. Art du SAMMLUNG VERBUND, Vienne. Hatje Cantz, Ostfildern 2007,  (ISBN 978-3-7757-1952-0)
- Avec Abigail Solomon-Godeau: Birgit Jürgenssen / COLLECTION VERBUND, Vienne. Hatje Cantz, Ostfildern 2009,  (ISBN 978-3-7757-2460-9) .
- Donna: Avanguardia Femminista Negli Anni '70 dalla COLLECTION VERBUND ai donné Vienna. Mondadori Élue, Milan 2010,  (ISBN 978-88-370-7414-2)
- Avec Heike Eipeldauer: Birgit Jürgenssen . Prestel, Munich 2011,  (ISBN 978-3-7913-5103-2)
- Cindy Sherman. Les premiers travaux 1975-1977. Catalogue raisonné. Hatje Cantz, Ostfildern 2012,  (ISBN 978-3-7757-2980-2)
- Espaces ouverts, espaces secrets. Œuvres du SAMMLUNG VERBUND, Vienne . Musée de modernité de Salzbourg Mönchsberg Verlag, 2013,  (ISBN 978-3-86335-266-0)
- Avec Elisabeth Bronfen (Hrsg.): Francesca Woodman . Œuvres du SAMMLUNG VERBUND . Éditeur de la librairie Walther King, Cologne 2014,  (ISBN 978-3-86335-352-0)
- L'avant-garde féministe. Art des ans 70 du SAMMLUNG VERBUND, Vienne . Prestel Verlag, Munich 2015,  (ISBN 978-3-7913-5445-3)
- Avec Jessica Morgan (ed.): Renate Bertlmann . Œuvres 1969-2016. Un programme politique subversivo Prestel Verlag, Munich 2016,  (ISBN 978-3-7913-5530-6)
- Espaces ouverts, espaces secrets. Œuvres du SAMMLUNG VERBUND , Vienne. BOZAR BOOKS & COLLECTION VERBUND, Vienne 2016,  (ISBN 978-90-74816-50-2)
- L'avant-garde féministe, l'art des ans soixante-dix. La collection COLLECTION VERBUND, Vienne. Prestel Verlag, Munich 2016,  (ISBN 978-3-7913-5446-0)[13]
- Louise Lawler.  Œuvres de Louise Lawler acquises par la COLLECTION VERBUND Collection, Vienna & Others. Avis de la librairie Walter König, Cologne 2018  (ISBN 978-3-96098-451-1)